# يورن بيدرسن
يورن بيدرسن (باليابانية: ピーダーセン世穏) هو لاعب كرة قدم ياباني، ولد في 12 ديسمبر 1997 في طوكيو في اليابان. لعب مع YSCC Yokohama ‏.

## وصلات خارجية
- يورن بيدرسن على موقع رابطة كرة القدم اليابانية للمحترفين (اليابانية)
- يورن بيدرسن على موقع قاعدة بيانات كرة القدم.إي يو (الإنجليزية)
- يورن بيدرسن على موقع Soccerway.com (الإنجليزية)